# Distretto di Berdjans'k
Il distretto di Berdjans'k (in ucraino Бердянський район?) è un distretto nell'oblast' di Zaporižžja in Ucraina. Il suo centro amministrativo è la città di Berdjans'k . Ha una popolazione di 176 046 abitanti.
Il 18 luglio 2020, come parte della riforma amministrativa dell'Ucraina, il numero di distretti dell'oblast di Zaporižžja è stato ridotto a cinque e l'area del distretto di Berdjans'k è stata notevolmente ampliata.